# Parafia Najświętszej Maryi Panny Królowej Świata w Tylży
Parafia Najświętszej Maryi Panny Królowej Świata w Tylży – parafia rzymskokatolicka, administracyjnie należąca do archidiecezji wileńskiej, znajdująca się w dekanacie ignalińskim. 